# Monts Bargouzine
Les monts Bargouzine (en russe : Баргузинский хребет, Bargouzinski khrebet) sont une chaîne de montagnes située au sud-est de la Sibérie en Russie. La chaîne, qui culmine à 2 841 mètres, longe à l'est sur près de 280 km le lac Baïkal. À l'est, elle est bordée par la vallée de la Bargouzine dans laquelle coule la rivière Bargouzine. Au nord-est, elle est bordée par le massif Stanovoï. Des chercheurs russes découvrent en octobre 2013, du côté de la rive nord du lac Baïkal, un glacier vieux de 100 000 ans dans les monts Bargouzine. Cette découverte pourrait aider à retracer l'évolution du climat au cours de cette période.
Les monts Bargouzine sont situés dans la république de Bouriatie.
La partie ouest du massif fait partie du territoire de la réserve naturelle de Bargouzine. Le massif est couvert en grande partie par la taïga.

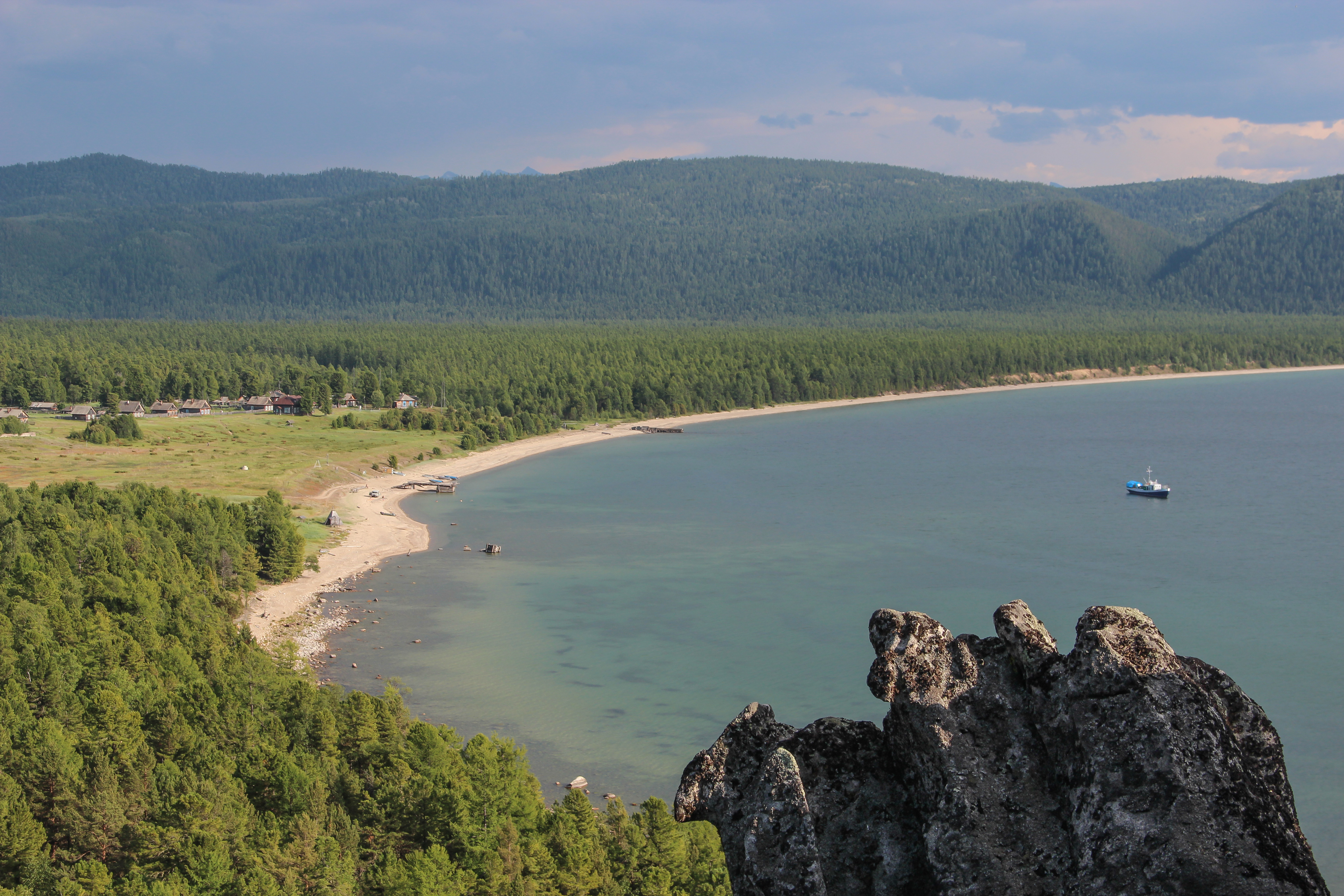
Le lac Baïkal et, au second plan, le piémont des monts Bargouzine.